# Serie Nacional de Béisbol 1962-1963
La segunda temporada de la Serie Nacional de Béisbol de Cuba fue un despliegue de paridad, tres de los cuatro equipos estuvieron jugando aproximadamente para .500 con solo un juego de diferencia entre  Occidentales y los dos que compartían la cima, Industriales y  Orientales. Fue necesaria la realización de una serie de «muerte súbita» de 3 juegos para definir el título, la victoria fue para Industriales (también conocidos como los azules por el color de su uniforme) 2-1. El director ganador fue Ramón Carneado.

## Sistema de juego
Se jugó un sistema de todos contra todos, donde cada equipo jugaba 10 veces contra cada uno de los equipos rivales. Se declararía campeón al equipo que más partidos ganase.

## Estado Final de los Equipos
| Equipo       | JJ | JG | JP | AVEa | Dif |
| ------------ | -- | -- | -- | ---- | --- |
| Industriales | 30 | 16 | 14 | .533 | -   |
| Orientales   | 30 | 16 | 14 | .533 | -   |
| Occidentales | 30 | 15 | 15 | .500 | 1   |
| Azucareros   | 30 | 13 | 17 | .433 | 3   |

Serie de desempate para decidir al campeón= Industriales 2: Orientales 1

### Leyenda
JJ - Juegos Jugados; JG - Juegos Ganados; JP - Juegos Perdidos; Dif - Diferencia con la primera posición;
a Promedio de Juegos Ganados (JG / JJ)

## Bateo
| Equipos      | VB   | C   | H   | 2B | 3B | HR | CI  | AVEb |
| ------------ | ---- | --- | --- | -- | -- | -- | --- | ---- |
| Occidentales | 1000 | 122 | 238 | 37 | 10 | 3  | 99  | 238  |
| Industriales | 1031 | 133 | 243 | 29 | 11 | 4  | 109 | 236  |
| Orientales   | 1001 | 118 | 223 | 29 | 11 | 11 | 101 | 229  |
| Azucareros   | 974  | 97  | 212 | 23 | 10 | 3  | 69  | 218  |

### Leyenda
VB - Veces al Bate; C - Carreras; H - Hits Conectado; 2B - Dobles; 3B - Triples; HR - Jonrones; CI – Carreras Impulsadas;
b Promedio de bateo (H x 1000 / VB)

## Pitcheo
| Equipo       | JI | JC | JR | INN   | VB   | H   | C   | CL  | SO  | BB  | BI | 2B | 3B | HR | SH | SF | DP | BK | WP | PCL  |
| ------------ | -- | -- | -- | ----- | ---- | --- | --- | --- | --- | --- | -- | -- | -- | -- | -- | -- | -- | -- | -- | ---- |
| Azucareros   | 30 | 13 | 27 | 269   | 980  | 197 | 107 | 76  | 135 | 145 | 29 | 32 | 11 | 7  | 14 | 10 | 5  | 2  | 14 | 2,54 |
| Industriales | 30 | 7  | 56 | 274,1 | 1003 | 222 | 115 | 82  | 172 | 161 | 20 | 24 | 13 | 5  | 18 | 8  | 14 | 2  | 9  | 2,69 |
| Occidentales | 30 | 13 | 38 | 264   | 996  | 235 | 114 | 89  | 126 | 97  | 17 | 29 | 8  | 5  | 14 | 5  | 17 | 2  | 10 | 3,03 |
| Orientales   | 30 | 9  | 43 | 269   | 1027 | 262 | 134 | 101 | 155 | 123 | 21 | 33 | 10 | 4  | 10 | 4  | 12 | 2  | 11 | 3,38 |

### Leyenda
JI - Juegos Iniciados; JC - Juegos Completos; JR - Juegos Relevados; INN - Entradas; CL - Carreras Limpias; SO - Ponches; BB - Bases por Bolas; BI - Bases Intencionales; SH - Toque de Sacrificio; SF - Fly de Sacrificio; DB - Golpeado por Lanzamiento; BK - Balk; WP - Wild Pitch; PCL - Promedio de Carreras Limpias.

## Fildeo
| Equipo       | JJ | INN   | O   | A   | E  | TL   | DP | TP | PB | AVEc |
| ------------ | -- | ----- | --- | --- | -- | ---- | -- | -- | -- | ---- |
| Orientales   | 30 | 269   | 807 | 374 | 53 | 1234 | 31 | -  | 15 | 957  |
| Industriales | 30 | 274,1 | 823 | 364 | 56 | 1243 | 31 | -  | 5  | 955  |
| Occidentales | 30 | 264   | 792 | 390 | 63 | 1245 | 32 | -  | 4  | 943  |
| Azucareros   | 30 | 269   | 807 | 391 | 72 | 1270 | 27 | -  | 16 | 943  |

### Leyenda
O - Out; A - Asistencias;  E - Errores; TL - Total de Lances; DP - Double Play; TP - Triple Play; PB - Pass Ball;
c Promedio de Fildeo (((TL-E)x 1000)/TL)

## Bateo
| Departamento        | Jugador                | Actuación o Resultado |
| Campeón de bateo    | Raúl González (OCC)    | 367 (92VB-32H)        |
| Carreras Anotadas   | Antonio González (OCC) | 24                    |
| Hits Conectados     | Fidel Linares (OCC)    | 36                    |
| Dobles Conectados   | Jorge Trigoura (IND)   | 7                     |
| Dobles Conectados   | Rolando Valdés (OTL)   | 7                     |
| Triples Conectados  | Antonio Jiménez (IND)  | 5                     |
| Jonrones Conectados | Rolando Valdés (OTL)   | 3                     |
| Carreras Impulsadas | Jorge Trigoura (IND)   | 20                    |
| Bases Robadas       | Antonio Jiménez (IND)  | 8                     |
| Bases por Bolas     | Tomás Soto (OCC)       | 31                    |
| Ponches Recibidos   | Tomás Soto (OCC)       | 17                    |
| ------------------- | ---------------------- | --------------------- |

## Pitcheo
| Departamento                 | Jugador                  | Actuación o Resultado |
| Promedio de Carreras Limpias | Modesto Verdura (AZU)    | 1,58 (79,2INN-14CL)   |
| Promedio de Juegos Ganados   | Modesto Verdura (AZU)    | 875 (7JG-1JP)         |
| Juegos Ganados               | Modesto Verdura (AZU)    | 7                     |
| Lechadas Propinadas          | Franklyn Aspillaga (OCC) | 2                     |
| Entradas Lanzadas            | Modesto Verdura (AZU)    | 79,2                  |
| Juegos Lanzados              | Rolando Pastor (IND)     | 15                    |
| Ponches Propinados           | Modesto Verdura (AZU)    | 55                    |
| Base por Bolas Otorgadas     | Rolando Pastor (IND)     | 50                    |
| ---------------------------- | ------------------------ | --------------------- |